# Емомали Рахмон
Емомали Рахмон (на таджикски: Эмомалии Раҳмон или ایماملی شریفاوچ رحماناو, (до 21 март 2007 г. – Емомали Шарипович Рахмонов (на таджикски: Эмомалӣ Шарифович Раҳмонов), (на руски: Эмомали Шарипович Рахмонов), роден на 5 октомври 1952 г. е президент на Таджикистан от 1994 (начело на държавата от 1992).
През 1992 година участва в гражданската война в Таджикистан, като олавява силите, превзели столицата Душанбе.
През 1994 година бива избран за президент на Таджикистан с 4-годишен мандат. През 1999 с 97 % от гласовете е избран за втори мандат, който (след направени промени в конституцията) продължава 7 години.

## Биография
Рахмон е роден в селско семейство в град Кулоб, бивша Кулобска област, сега част от провинция Халтон. В периода 1971 – 1974 служи в съветската армия. След военната си служба, става апаратчик в комунистическата партия на Съветския съюз (професионален функционер на комунистическата партия или правителството) като постепенно се изкачва в номенклатурата на партията. Първата по-висока длъжност, която изпълнява, е председател на колхоз в родния си град Дангара. През 1982 г. завършва Таджикистанския държавен университет с бакалавърска степен по икономика. Между 1976 г. и 1988 г. Рахмон е председател на Обединения комитет на Трудово кооперативните земеделски стопанства (ТКЗС) в Дангарски регион на Кулобска област.

## Министър-председател и президент
През 1990 г. Рахмон бива избран за народен представител(депутат) във Висшия съвет на Таджикската съветска социалистическа република. През първите месеци на гражданската война в Таджикистан започнала през август 1992 година президентът на Таджикската съветска социалистическа република, Рахмон Набиев подава оставка. Говорителят на Върховния съвет, Акбаршо Искандаров започва да изпълнява длъжността президент. Искандаров подава оставка през ноември, в опит да сложи край на гражданските размирици. След това Върховният комунистически съвет се среща в град Хучанд и взема решение да премахне позицията на президент, още същият месец. Рахмон, който по това време изпълнявал длъжността председател на парламента, става министър-председател на правителство.
По време на гражданската война, която трае от 1992 до 1997, Обединената Таджикистанска опозиция се противопоставия на върховенството на Рахмон. Като около 100 000 души загиват по време на войната. Рахмон оцелява при опит за покушение над него през април 1997 г. в Хучанд, както и при два опита за преврат през август 1997 г. и през ноември 1998 година.
На 6 ноември 1994 г. Рахмон е избран за президент на Таджикистана (новосъздаден пост именно за него), и като полага клетва като президент на 16 ноември същата година. След промени в конституцията, той бива преизбран на 6 ноември 1999 г. за нов седемгодишен мандат, с 97% от гласовете на гласоподавателите. На 22 юни 2003 г., той печели референдум, който ще му позволи за в бъдеще да се кандидатира за още два последователни седем-годишни мандата след като настоящия му мандат изтече през 2006 година. Опозицията твърди, че това изменение е било скрито по начин, по който са били прикрити и изборните измами. На 6 ноември 2006 г. Рахмон, бива преизбран отново за президент в едни доста спорни избори, с около 79% от гласовете на гласоподавателите, според официално представените резултати.
Той е лидер на Демократическата народна партия на Таджикистан, която доминира в законодателната власт на Таджикистан.
Женен е за Азизмо Асадулаева, с която имат девет деца, от тях седем дъщери и двама сина. Синовете му са Рустам и Сомон, докато дъщерите му са Физура, Озода, Рухсона, Тахмина, Парвина, Зарина и Фарзона. Рахмон е реципиент на множество отличия, включително и отличие, златен медал за 2000 година, от Световната академия на Корпуса на мира.

## Корупция
Американски дипломатически грами, пропуснати от Wikileaks през 2010 г., потвърждават огромния мащаб на корупцията, в която Рахмон и неговото семейство са били замесени. В друга грама с дата 16 февруари 2010 г. от американското посолство в Душанбе, столицата на Таджикистан, описва таджикистанската икономика, която работи за лична печалба на Рахмон. Рахмон и семейството му контролират най-големите предприятия в страната, включително и най-голямата банка, те (Рахмон и семейството му) „играят много задкулисни игри“, за да защитят своите търговски интереси, независимо от разходите, които икономиката на страната е понесла като цяло, гласи грамата от 16 февруари 2010 г. Основният експорт, който Таджикистан извършва, е износ на алуминий и електрическа енергия от ВЕЦ-ове. Според друга грама, голяма част от приходите на Таджикистанската държавна алуминиева компания (TALCO) се изпращат в тайна офшорна компания, контролирана изцяло от президента, като държавният бюджет вижда само малка част от тези държавни капитали.

## Промяната на името
Първоначалната фамилия на Емомали Рахмон е била Рахмонов, която включва руското окончание – ов, което било добавено от собственото име на бащата на фамилията, мюсюлмани родом от Централна Азия през 19 век, при създаването на фамилното име, в резултат на влиянието на Руската империя. През март 2007 г., Рахмонов обявява, че е премахнал окончанието – ов от края на фамилията му и настоява да бъде наричан Рахмон. Освен това той призовава другите таджикистанци да последват неговия пример, като по този начин те щели да се завърнат към своите културни и национални корени. Официалният сайт на президентството и всички национални медии използвали името Емомали Рахманов до 20 март 2007 г., а от следващия ден всички официални национални медии и държавни институции започнали да използват името Емомали Рахмон.

## Рахмон, религия и култура Таджикистан
Рахмон се среща с президента на САЩ Барак Обама в Ню Йорк през септември 2009 година. На 4 февруари 2009 година се среща с руския президент Дмитрий Медведев в Москва.
Рахмон е сунитски мюсюлманин и е извършил така наречения ритуал Хадж (пътуване или търсене на огромно морално или духовно пречистване), когато посетил Мека през март 1997 година. Той призова за по-тесни връзки с други мюсюлмански нации в региона, по-специално с Персийско говорещите народи, като Иран и Афганистан. Неговият отговор на критиците на изборите стандарти от 2006 г. при Таджикистанските президентски избори било: „Таджикистан е страна, където повече от 99 процента от населението е мюсюлманско. Ние имаме различна култура, и това трябва да бъде взето предвид.“
Международната общност многократно критикува управлението на Рахмон за незачитане на правата на човека и свободата на печата.
Таджикистан отбеляза 2009 г. като годината в чест на сунитския мюсюлманин и юрист Абу Ханифа, като страната е домакин на международен симпозиум, в който участие вземат научни и религиозни лидери от цял свят. Като изграждането на една от най-големите джамии в света, което е финансирано от Катар, е анонсирано през октомври 2009 година. Джамията е планирано да бъде построена в Душанбе, като строителството ѝ трябва да бъде завършено до 2014 година.
През 2010 Организацията Ислямска конференция организира своя сесия в Душанбе, като Рахмон говори срещу това, че ислямът бива употребяван неправилно за политически цели, като се отбелязва: „Тероризмът, терористите нямат нация, нито една страна, нито една религия.“ Рахмон добавя: „Използването на името „ислямски тероризъм“ дискредитира исляма и безчестява чистата и безвредна ислямска религия“.

## Награди
Годишна награда „10 години Астана“
Олимпийска награда на Азия (2009 г.).
Златен медал на FIAS (2009) – най-високото отличие на Международното самбо
Златен медал на ЮНЕСКО от Джалолидини Руми (2009)
Почетна докторска степен от Института по ориенталистика на Руската академия на науките (23 октомври 2009 г.)
Почетна докторска степен от Университета в Киев „Шевченко“ (8декември 2008 г.)